# René Bréhant de Galinée
Pour les autres membres de la famille, voir Famille de Bréhan.
René Bréhant de Galinée (1645 - 16 août 1678), un membre de la Compagnie des prêtres de Saint-Sulpice (ordre Sulpicien) à Montréal, était un explorateur et un missionnaire auprès des Amérindiens.

## Biographie
En 1670, avec François Dollier de Casson, ils étaient les premiers Européens à faire un passage enregistré de la rivière Detroit. Sa carte du voyage a démontré que tous les Grands Lacs sont reliés.

## Sources bibliographiques
- Olivier Maurault, « Bréhant de Galinée, René de », dans Dictionnaire biographique du Canada, vol. 1 : 1000-1700, Université de Toronto et Université Laval, 1966 (lire en ligne) ; 2e éd., 1986.